# Elettra de Col
Elettra de Col est une joueuse de curling italienne, née le 8 décembre 1987. Elle commença le curling en 2000. De Col est droitière et joue en deuxième position.